# Robert Vanes
Felix (Robert) Vanes (Blanden, 28 mei 1922 - Leuven, 15 november 2001) was een Belgisch bankier.

## Biografie
Robert Vanes liep school aan het Sint-Pieterscollege in Leuven en studeerde handels- en financiële wetenschappen, politieke en sociale wetenschappen en economische wetenschappen aan de Katholieke Universiteit Leuven. In 1950 behaalde hij een Master of Arts in Economics aan de Columbia-universiteit in de Verenigde Staten en in 1951 promoveerde hij tot doctor in de economische wetenschappen. Hij was mandaathouder van het Nationaal Fonds voor Wetenschappelijk Onderzoek en ontving zowel de Vlieberghprijs voor Staathuishoudkunde als de Jean-Marie Huygheprijs. Hij verbleef via een studieverblijf ook korte tijd in Belgisch-Congo.
Hij was docent aan de KU Leuven vanaf 1946. Hij werd in 1951 tot lector aan de Handelshogeschool benoemd. In 1956 werd hij buitengewoon docent en in 1961 buitengewoon hoogleraar. Hij doceerde internationale economie, algemeen boekhouden, geld- en kapitaalmarkt en financiering van de internationale handel.
Maurits Naessens, die aan het hoofd van de Bank van Parijs en de Nederlanden België stond, overhaalde Vanes in 1951 om voor de bank te werken. Hij combineerde een academische- en bankierscarrière tot hij in 1964 voor een carrière aan de universiteit koos. Datzelfde jaar werd hij gewoon hoogleraar. Hij werd voorzitter van het Instituut voor Economische Wetenschappen, decaan van de faculteit Economische en Sociale Wetenschappen en was lange tijd voorzitter van de afgestudeerdenvereniging Ekonomika. Hij was ook lid van de raad van beheer van de KU Leuven. Hij ging met emeritaat in 1987.
Hij keerde in 1971 echter terug naar de Bank van Parijs en de Nederlanden, kortweg Paribas, als adjunct-directeur-generaal. In 1975 werd hij directeur-generaal en voorzitter van het directiecomité van de Belgische afdeling van Paribas. In 1987 werd hij door Maurits Wollecamp opgevolgd.
Vanes was tevens lid van het beschermcomité van het wetenschappelijk tijdschrift Bank- en Financiewezen.